# Championnat de Sainte-Lucie de football 2018
Navigation
Édition précédente Édition suivante
La saison 2018 du championnat de Sainte-Lucie de football est la quarantième édition de la SLFA First Division, le championnat de première division de Sainte-Lucie.
Les Northern United All Stars remettent leur titre en jeu face aux sept meilleures équipes de Sainte-Lucie. Après sept journées de championnat, c'est le Platinum FC qui remporte son premier titre et se qualifie pour le Caribbean Club Shield 2019.

## Les équipes participantes
| \| Allez United Big Players Northern United Platinum Uptown Rebels RV Juniors Ti Rocher VSADC \| Localisation des équipes engagées. |
| Allez United Big Players Northern United Platinum Uptown Rebels RV Juniors Ti Rocher VSADC                                          |

| Équipe                    | Ville        | Stade                      |
| ------------------------- | ------------ | -------------------------- |
| Allez United              | Anse-la-Raye | Anse-la-Raye Playing Field |
| Big Players               | Marchand     | Marchand Grounds           |
| Northern United All Stars | Gros Islet   | Gros Islet Cricket Oval    |
| Platinum FC               | Vieux Fort   | Philip Marcellin Grounds   |
| RV Juniors                | Roseau       |                            |
| Ti Rocher                 | Ti Rocher    |                            |
| Uptown Rebels             | Vieux Fort   | Philip Marcellin Grounds   |
| VSADC                     | Castries     |                            |

Légende des couleurs
- Tenant du titre

## Compétition

### Classement
Les huit équipes affrontent leurs adversaires une seule fois.
Le barème de points servant à établir le classement se décompose ainsi :
- Victoire : 3 points
- Match nul : 1 point
- Défaite : 0 point

| Rang | Équipe                      | Pts | J | G | N | P | Bp | Bc | Diff |
| ---- | --------------------------- | --- | - | - | - | - | -- | -- | ---- |
| 1    | Platinum FC                 | 15  | 7 | 4 | 3 | 0 | 18 | 3  | +15  |
| 2    | VSADC                       | 15  | 7 | 4 | 3 | 0 | 13 | 9  | +4   |
| 3    | Ti Rocher                   | 10  | 7 | 2 | 4 | 1 | 15 | 11 | +4   |
| 4    | Uptown Rebels P             | 10  | 7 | 2 | 4 | 1 | 6  | 3  | +3   |
| 5    | Big Players                 | 10  | 7 | 3 | 1 | 3 | 11 | 13 | -2   |
| 6    | Northern United All Stars T | 8   | 7 | 2 | 2 | 3 | 10 | 11 | -1   |
| 7    | Allez United P              | 4   | 7 | 0 | 4 | 3 | 9  | 15 | -6   |
| 8    | RV Juniors                  | 1   | 7 | 0 | 1 | 6 | 6  | 23 | -17  |

|  | Champion de Sainte-Lucie 2018                       |
|  | Relégation en deuxième division                     |
|  | T : Tenant du titre P : Promu de la President's Cup |

## Bilan de la saison
| Championnat de Sainte-Lucie de football 2018 |                         |
| Champion                                     | Platinum FC (1er titre) |
| Dauphin                                      | VSADC                   |
| Qualifications continentales                 |                         |
| Caribbean Club Shield 2019                   | Platinum FC             |
| Promotions et relégations                    |                         |
| Promus en SLFA First Division                | SLSO Monchy United      |
| Promus en SLFA First Division                | Knights FC              |
| Promus en SLFA First Division                | T-Valley FC             |
| Promus en SLFA First Division                | El Niños                |
| Relégués en deuxième division                | Allez United            |
| Relégués en deuxième division                | RV Juniors              |